# Експедиція Стеарса
Експедиція Стеарса (фр. Expédition Stairs, англ. Stairs Expedition to Katanga ) — бельгійська військова експедиція в Катангу, з метою приєднання регіону до Вільної держави Конго, здійснена за особистим дорученням короля Бельгії Леопольда II. «Натиск на Катангу» є одним із епізодів «Бійки за Африку», періоду колонізації африканського континенту європейськими державами та завершальним етапом у колонізації басейну річки Конго.
Маршрут експедиції проходив територією Східної, Центральної та Південної Африки. Свою назву експедиція отримала на честь її керівника канадського офіцера на службі бельгійській короні Вільяма Гранта Стеарса. Часткове фінансування експедиції забезпечила нещодавно створена Кампанія Катанги, якій обіцяли право власності на 1/3 території Катанги, після її завоювання.

## Історія
Наприкінці ХІХ століття майже весь басейн річки Конго входив у складі особистої колонії Леопольда II — Вільної держави Конго. Не захопленою залишалася лише Катанга, біля якої на той час існувала держава Йеке. За право володіння цією територією також боролися Португалія та Велика Британія. Побоюючись, що британці можуть опанувати Катангою, Леопольд направив експедицію до правителя Йеке королю Мсірі. Він дав чіткі вказівки Стеарсу щодо його дій під час експедиції. Той мав оволодіти Катангою, за згодою Мсірі чи ні. Якщо Стейрс вдасться підписати договір до прибуття експедиції Британської Південноафриканської компанії, він повинен попросити їх піти і має право застосувати силу в разі потреби. Якщо Стейрс виявить, що експедиція британців прибула раніше за нього і вже підписала договір з Мсірі, він повинен чекати в столиці Єке Бункеї подальших вказівок Леопольда. Після взяття Катанги Стейрс мав дочекатися прибуття наступної експедиції, на чолі з двома бельгійськими офіцерами - Люсьєном Біа та Емілем Франкі.
Вирушивши із Занзібару через територію Німецьку Східну Африку, переправившись через озеро Танганьїка експедиція досягла столиці держави Йеке, Бункеї.
Незважаючи на подарунки та обіцянки, Мсірі відмовився від пропозиції капітана Стейрса включити своє королівство до складу Вільної держави Конго. Побоюючись того, що Мсірі може укласти договір із британцями, бельгійці спробували його взяти в полон. У ході сутички король загинув. Після цього його наступник підписав договір зі Стейрсом.
Сезон дощів, що почався, привів до голоду та епідемій, внаслідок чого більша частина членів експедиції загинула. Керівник експедиції Вільям Грант Стейрс помер по дорозі назад.